# Prudence Crandall
Prudence Crandall   (Hopkinton, 3 de setembre de 1803 - 28 de gener de 1890) va ser una professora i activista nord-americana que va impulsar el sufragi femení i els drets dels afroamericans als Estats Units. Originària de Rhode Island, Crandall es va criar com a quàquera a Canterbury, Connecticut, on va establir una acadèmia per a l'educació de noies i dones afroamericanes.
El 1831, Crandall va obrir una escola privada per a joves blanques. No obstant això, quan va admetre Sarah Harris, una estudiant afroamericana de 17 anys, el 1832, va donar lloc al que es considera la primera aula integrada als Estats Units. Quan Crandall va decidir admetre noies de color a la seva escola, els pares de les noies blanques van començar a retirar-li el suport. Tot i la reacció adversa de la gent del poble, va continuar educant, exclusivament, noies joves de color abans que es veiés obligada a marxar, amb el seu espòs, el reverend Calvin Philleo, a causa de la magnitud de les represàlies dels ciutadans. El 1886, dues dècades després del final de la Guerra civil i l'abolició de l'esclavitud, Connecticut va aprovar una resolució en honor de Crandall i li va proporcionar una pensió. Va morir pocs anys després, el 1890.